# 佐藤振寿

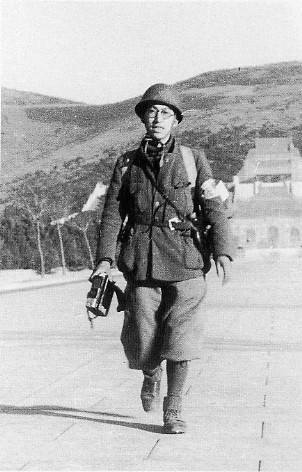
佐藤振壽、中山陵の前で、昭和13年12月13日撮影

佐藤振寿または佐藤振壽（さとう しんじゅ、男性、1913年2月20日 - 2008年9月4日）は、日本の新聞記者・報道写真家。

## 経歴
大正2年2月20日、東京市で生まれた。昭和7年2月、東京日日新聞社に入社し写真部に配属された。昭和12年9月から13年2月まで上海・南京戦線で従軍取材についた。さらに、昭和14年2月から同年11月まで南支方面部隊にて従軍取材についた後、昭和16年10月、病気を理由に東京日日新聞を退社した。
昭和17年1月以降、財団法人写真協会やカメラ雑誌『報道写真』編集部に勤務した。昭和25年9月、民間情報教育局による民主化教育用視聴覚教材制作の研修のためガリオア資金でアメリカに渡り、昭和26年、日本視聴覚教育協会の『視聴覚教育』にて「私のアメリカ旅行記」を連載した。昭和29年5月に大蔵省印刷局から出版された政府広報グラフ誌『写真広報』の編集に参加した。昭和36年5月より、総理府広報室から時事通信社への協力依頼で創刊された政府広報グラフ誌『フォト』の編集部に勤務し (昭和37年2月に設立された社団法人時事画報社が『フォト』を担当)、昭和45年5月に同誌の編集長になり (昭和46年10月、時事画報社が時事通信社から分離した)、昭和54年11月、時事画報社を退社した。
平成21年9月4日に死去した。

## 主たる著作
- 「不許可となった写真たち」『1億人の昭和史 10 不許可写真史』、毎日新聞社、1977年、243頁～247頁
- 「従軍とは歩くこと」南京戦史編集委員会編纂『南京戦史資料集 II』、偕行社、1993年、495頁～641頁
- 「上海･南京 見た撮った」、偕行社、1993年、642頁
- 「従軍カメラマンの証言」『シリーズ20世紀の記憶 永久保存版 別巻1 不許可写真 1 第2次上海事変から日中戦争へ』、毎日新聞社、2000年4月、204頁
- 「事変下の大陸--従軍カメラマンがみた中国 私の写真を証拠に二人は処刑された」『諸君!』37巻5号、文藝春秋、2005年5月、108頁～113頁
- 「事変下の大陸--従軍カメラマンがみた中国(2)南京へ向け、戦場を歩き続けた」『諸君!』37巻6号、文藝春秋、2005年6月、140頁～145頁
- 「事変下の大陸--従軍カメラマンがみた中国(3)戦場で出会った女性たち」『諸君!』37巻7号 文藝春秋、2005年7月、144頁～149頁
- 「事変下の大陸--従軍カメラマンがみた中国(4)文化人たちが歩いた戦地」『諸君!』37巻8号 文藝春秋、2005年8月、140頁～145頁
- 「事変下の大陸--従軍カメラマンがみた中国(最終回)戦場ほど心に残るものはない」『諸君!』37巻9号、文藝春秋、2005年9月、108頁～113頁